# Moestroff

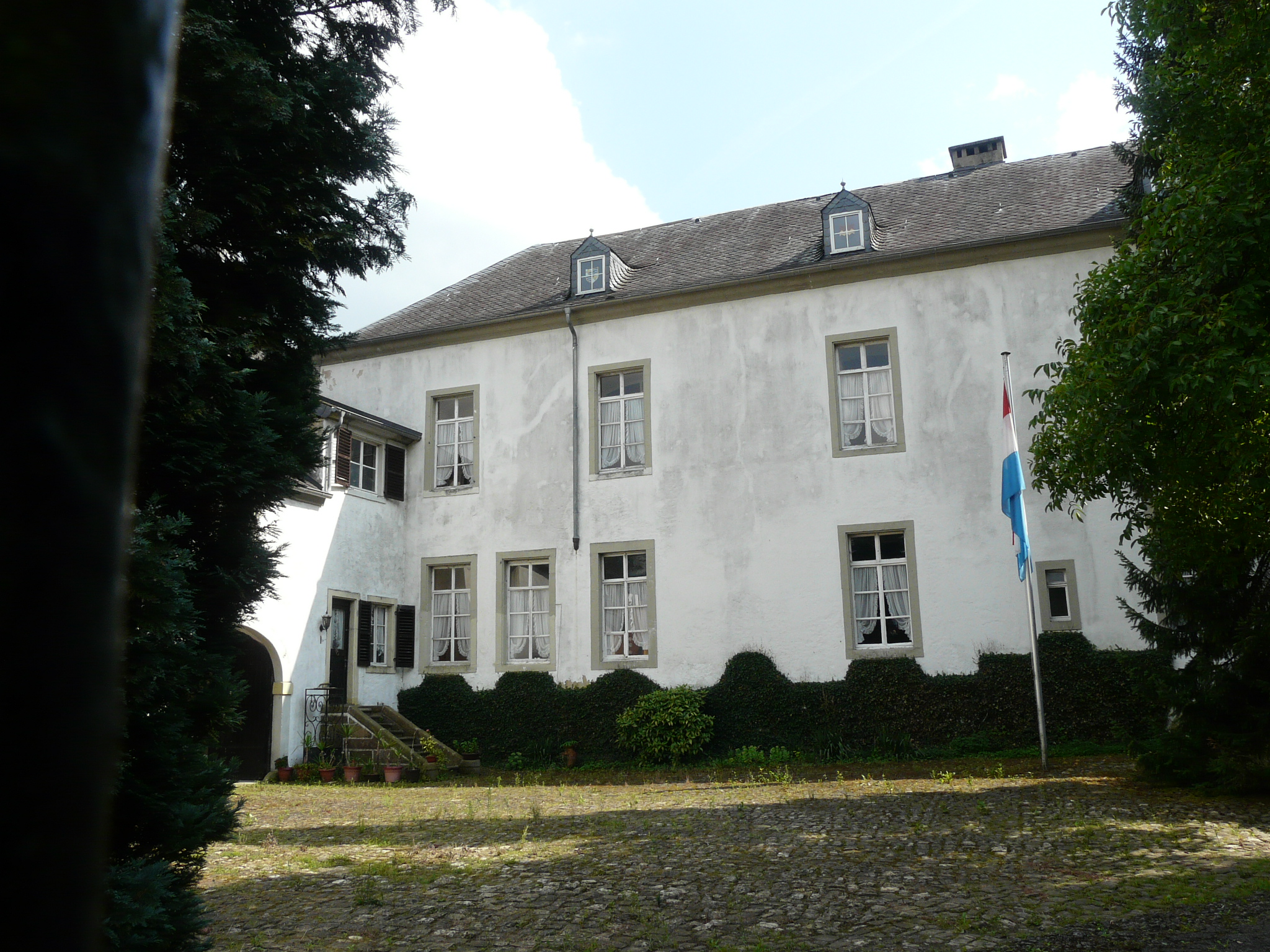
Kasteel Moestroff

Moestroff (Luxemburgs: Méischtref) is een plaats in de gemeente Bettendorf en het kanton Diekirch in Luxemburg.
Moestroff telt 406 inwoners (2001).
Bettendorf · Bleesbréck · Broderbour · Clemenshaff · Gilsdorf · Keiwelbach · Moestroff · Selz

Luxemburgse gemeenten · Kanton Diekirch · Luxemburg